# جورجيا آن روبنسون
جورجيا آن روبنسون (بالإنجليزية: Georgia Ann Robinson)‏ هي سفرجات وضابطة شرطة أمريكية، ولدت في 12 مايو 1879 في أوبلوساس في الولايات المتحدة، وتوفيت في 21 سبتمبر 1961 في لوس أنجلوس في الولايات المتحدة.